# Helikoniowate
Helikoniowate (Heliconiaceae (A. Rich.) Nakai) – monotypowa rodzina należąca do rzędu imbirowców. Zawiera jeden tylko rodzaj – helikonię (Heliconia L.) blisko spokrewniony z powszechnie znanym ze swoich smacznych, słodkich owoców bananowcem (Musa); niegdyś obydwa rodzaje zaliczano do tej samej rodziny bananowatych.
Są to rośliny wybitnie tropikalne, pochodzące w większości z gorących i wilgotnych obszarów Ameryk, nieliczne gatunki rosną także na wyspach pacyficznych (od Samoa po Nową Gwineę i Celebes). Wyróżnia się ok. 200 gatunków. Kwiaty zapylane są najczęściej przez kolibry na kontynentach amerykańskich i przez nietoperze na wyspach Oceanii. Ze względu na okazałe i oryginalne kwiatostany wiele gatunków uprawianych jest jako rośliny ozdobne, stosowane także na kwiat cięty (długo zachowują świeżość w bukietach). W Melanezji pąki kwiatostanowe były pożywieniem głodowym.

## Morfologia

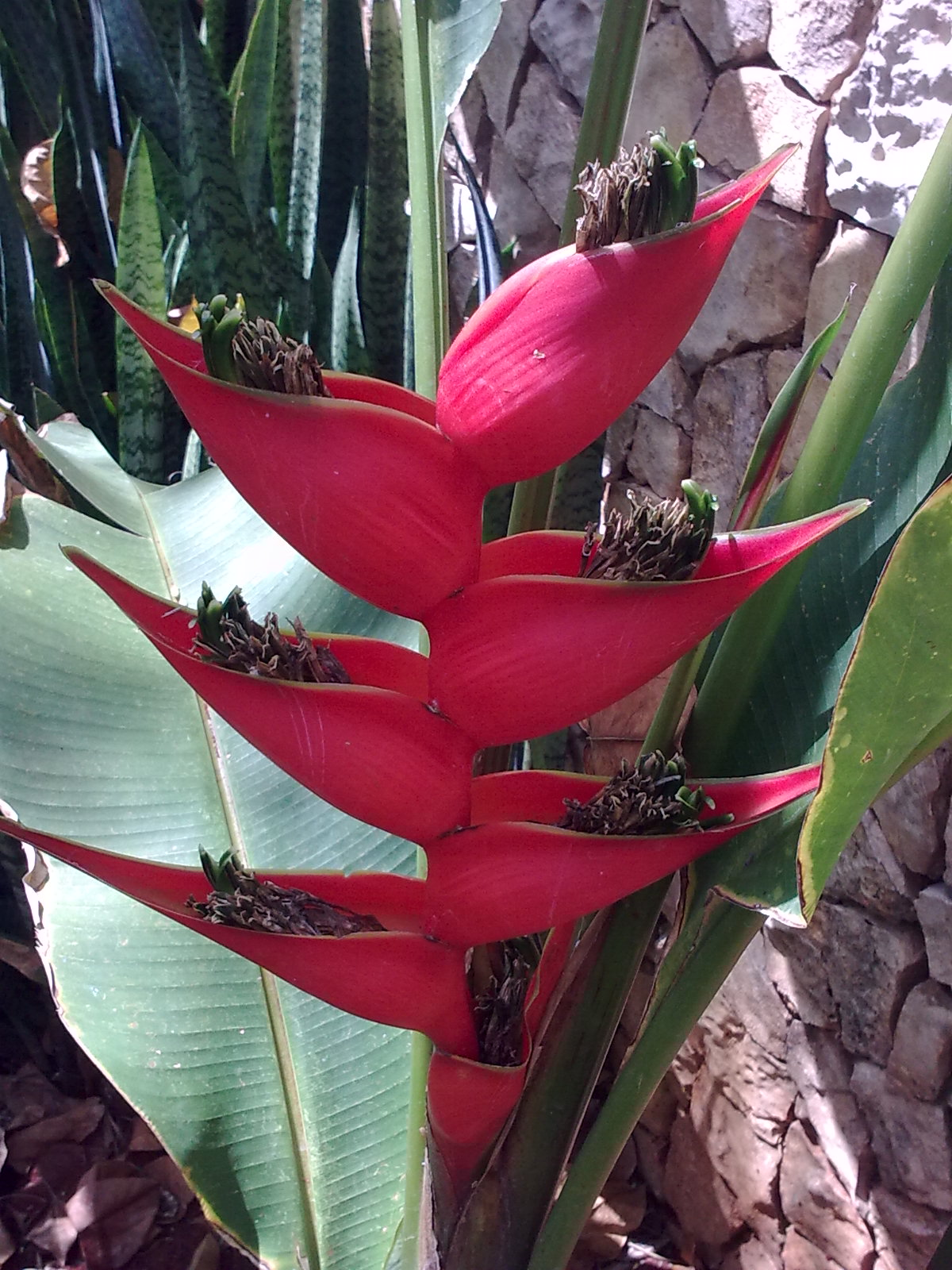
Heliconia bihai

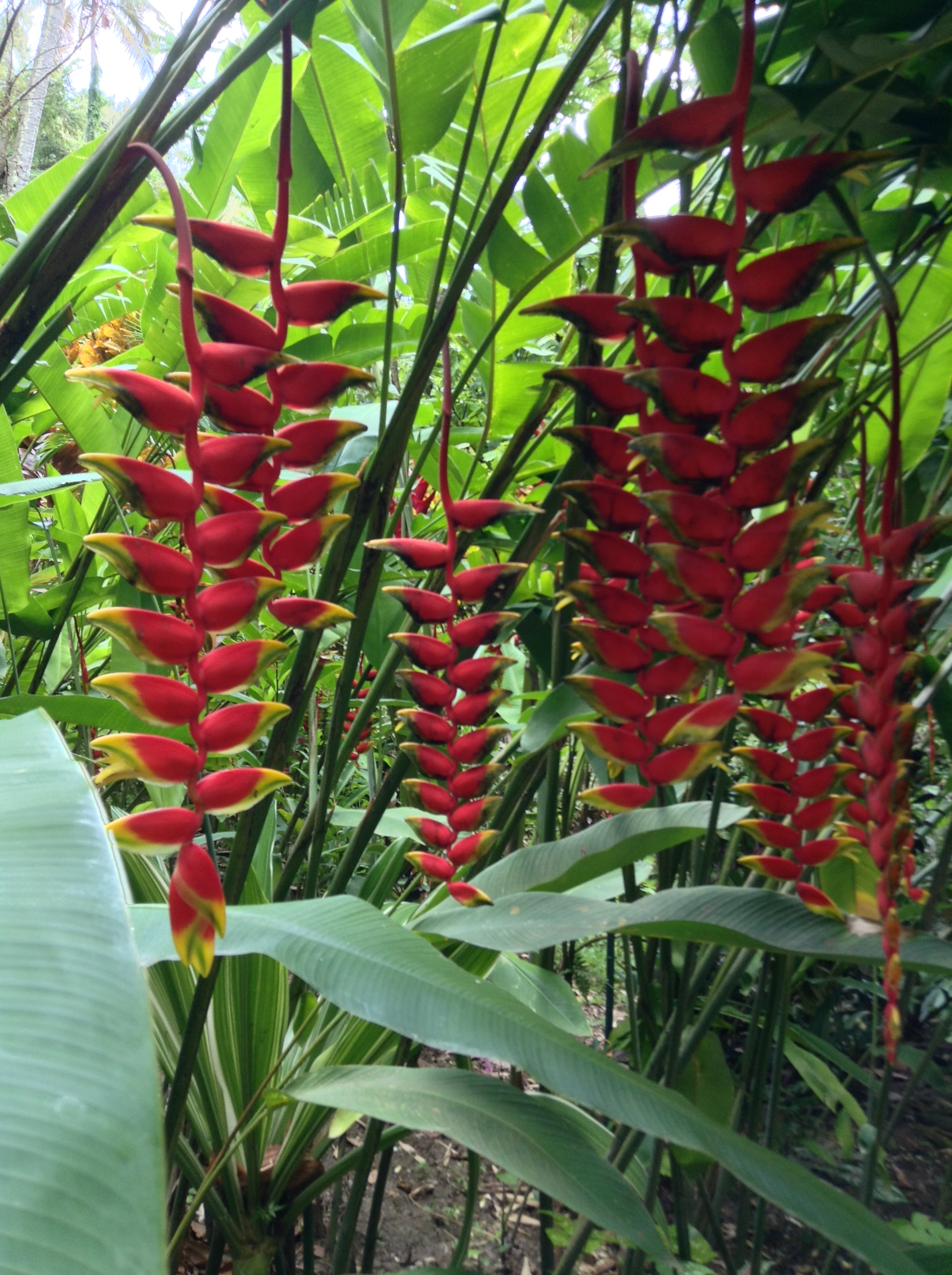
Heliconia rostrata

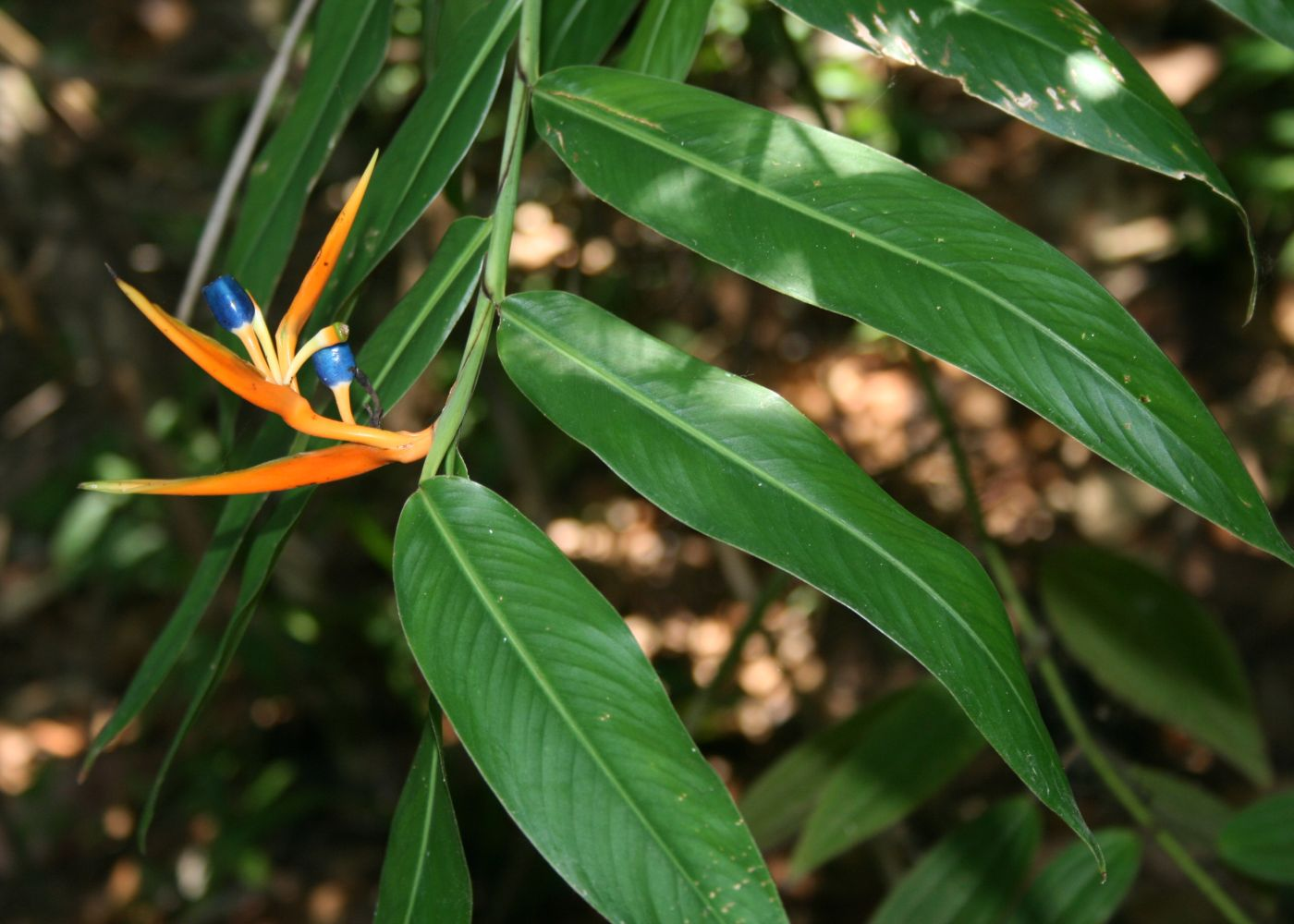
Heliconia longiflora

PokrójOkazałe rośliny zielne osiągające do 6 m wysokości (Heliconia bihai). Łodygi kwiatonośne wyrastają z pełzających, podziemnych kłączy.
LiścieWyrastają w dwóch rzędach i osiągają od 25 cm do 3 m długości. Pochwy liściowe tworzą pozorny pień. Wyraźnie wyodrębniony jest ogonek liściowy. Blaszki liściowe są całobrzegie, z wyraźną centralną wiązką przewodzącą i równoległymi względem siebie, połączonymi przy brzegu liścia wiązkami bocznymi. Duże blaszki nierzadko pękają wzdłuż nerwów bocznych.
KwiatyObupłciowe, skupione w szczytowe, groniaste, dwurzędowo lub skrętolegle rozgałęzione kwiatostany. Są one bocznie spłaszczone i u niektórych gatunków przewisają, u innych są prosto wzniesione. Efektowną powabnią są duże, jaskrawo zabarwione, sztywne i łódkowate podsadki, w kątach których ukryte są liczne, niepozorne kwiaty. Z 6 listków okwiatu 5 jest zrośniętych łódeczkowato, a jeden listek pozostaje wolny. Do okwiatu przyrośnięte u nasady są także nitki 6 pręcików, z których jeden wykształca się jako płonny prątniczek. Dolna zalążnia jest trójkomorowa i zwieńczona jest nitkowatą szyjką słupka, na końcu którego znajduje się główkowate znamię.
OwoceTrójnasienne jagody, często o barwie niebieskiej lub metalicznej.

## Systematyka

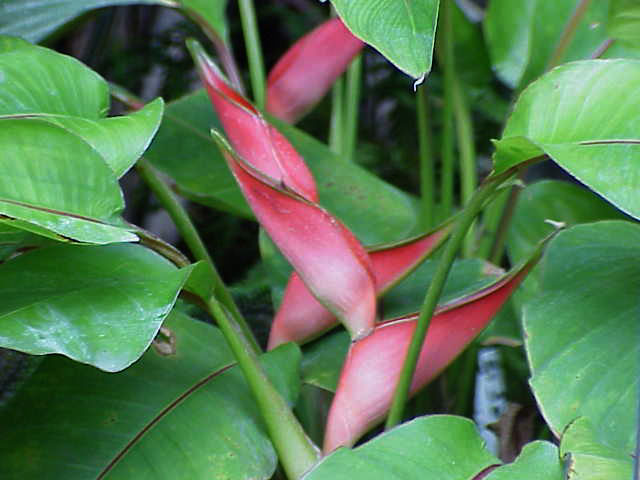
Heliconia stricta

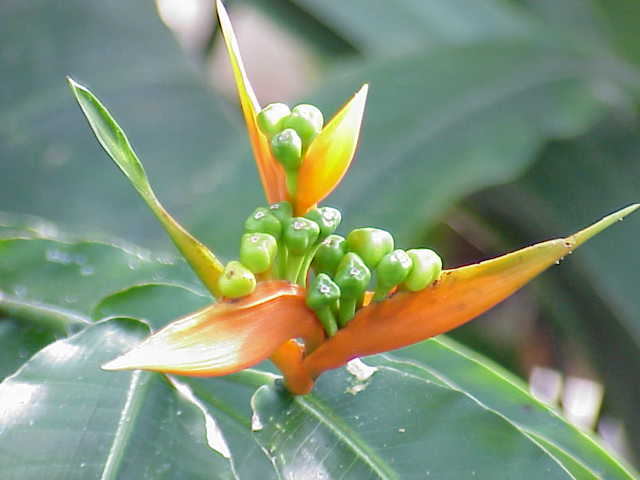
Heliconia aurantiaca

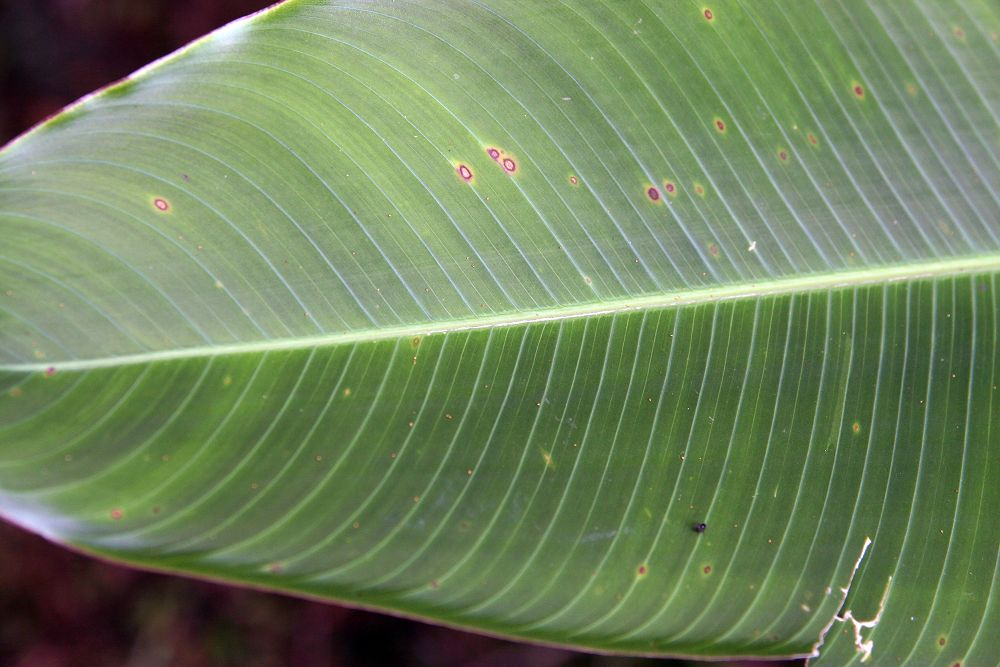
Blaszka liściowa H. tortuosa

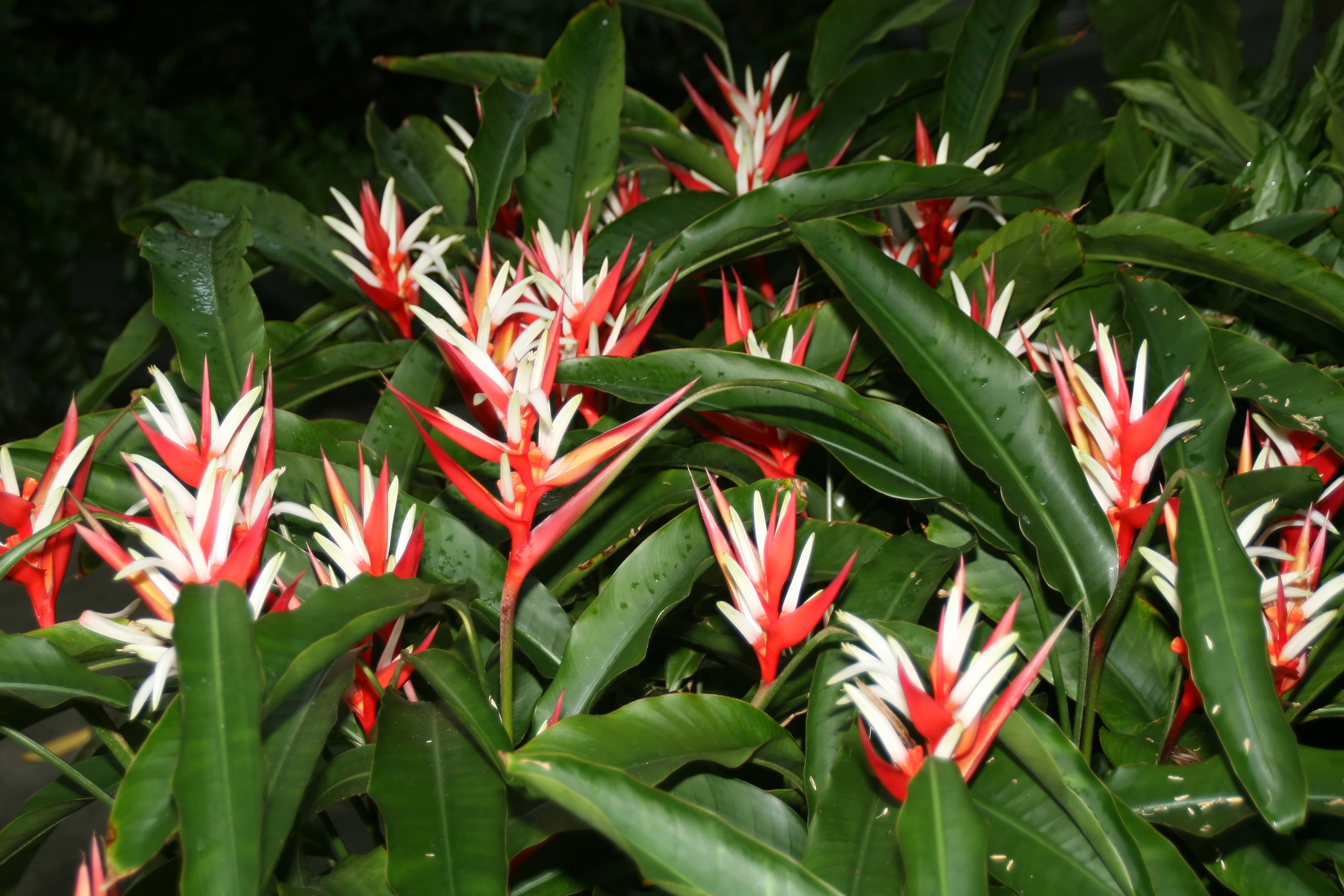
Heliconia angusta

Pozycja systematyczna rodziny według Angiosperm Phylogeny Website (aktualizowany system APG IV z 2016)
Klad okrytonasienne, klad jednoliścienne (monocots), rząd imbirowce (Zingiberales), rodzina helikoniowate (Heliconiaceae). Rodzina stanowi klad bazalny w obrębie rzędu:
|  | helikoniowate Heliconiaceae                                               |
|  |                                                                           |
|  | \| \| strelicjowate Streliziaceae \| \| \| \| \| \| Lowiaceae \| \| \| \| |
|  |                                                                           |
|  | strelicjowate Streliziaceae                                               |
|  |                                                                           |
|  | Lowiaceae                                                                 |
|  |                                                                           |

|  | strelicjowate Streliziaceae |
|  |                             |
|  | Lowiaceae                   |
|  |                             |

|  | paciorecznikowate Cannaceae |
|  |                             |
|  | marantowate Marantaceae     |
|  |                             |

|  | imbirowate Zingiberaceae |
|  |                          |
|  | kostowcowate Costaceae   |
|  |                          |

|  | paciorecznikowate Cannaceae |
|  |                             |
|  | marantowate Marantaceae     |
|  |                             |

|  | imbirowate Zingiberaceae |
|  |                          |
|  | kostowcowate Costaceae   |
|  |                          |

|  | helikoniowate Heliconiaceae                                               |
|  |                                                                           |
|  | \| \| strelicjowate Streliziaceae \| \| \| \| \| \| Lowiaceae \| \| \| \| |
|  |                                                                           |
|  | strelicjowate Streliziaceae                                               |
|  |                                                                           |
|  | Lowiaceae                                                                 |
|  |                                                                           |

|  | strelicjowate Streliziaceae |
|  |                             |
|  | Lowiaceae                   |
|  |                             |

|  | paciorecznikowate Cannaceae |
|  |                             |
|  | marantowate Marantaceae     |
|  |                             |

|  | imbirowate Zingiberaceae |
|  |                          |
|  | kostowcowate Costaceae   |
|  |                          |

|  | paciorecznikowate Cannaceae |
|  |                             |
|  | marantowate Marantaceae     |
|  |                             |

|  | imbirowate Zingiberaceae |
|  |                          |
|  | kostowcowate Costaceae   |
|  |                          |

|  | helikoniowate Heliconiaceae                                               |
|  |                                                                           |
|  | \| \| strelicjowate Streliziaceae \| \| \| \| \| \| Lowiaceae \| \| \| \| |
|  |                                                                           |
|  | strelicjowate Streliziaceae                                               |
|  |                                                                           |
|  | Lowiaceae                                                                 |
|  |                                                                           |

|  | strelicjowate Streliziaceae |
|  |                             |
|  | Lowiaceae                   |
|  |                             |

|  | paciorecznikowate Cannaceae |
|  |                             |
|  | marantowate Marantaceae     |
|  |                             |

|  | imbirowate Zingiberaceae |
|  |                          |
|  | kostowcowate Costaceae   |
|  |                          |

|  | paciorecznikowate Cannaceae |
|  |                             |
|  | marantowate Marantaceae     |
|  |                             |

|  | imbirowate Zingiberaceae |
|  |                          |
|  | kostowcowate Costaceae   |
|  |                          |

|  | helikoniowate Heliconiaceae                                               |
|  |                                                                           |
|  | \| \| strelicjowate Streliziaceae \| \| \| \| \| \| Lowiaceae \| \| \| \| |
|  |                                                                           |
|  | strelicjowate Streliziaceae                                               |
|  |                                                                           |
|  | Lowiaceae                                                                 |
|  |                                                                           |

|  | strelicjowate Streliziaceae |
|  |                             |
|  | Lowiaceae                   |
|  |                             |

|  | paciorecznikowate Cannaceae |
|  |                             |
|  | marantowate Marantaceae     |
|  |                             |

|  | imbirowate Zingiberaceae |
|  |                          |
|  | kostowcowate Costaceae   |
|  |                          |

|  | paciorecznikowate Cannaceae |
|  |                             |
|  | marantowate Marantaceae     |
|  |                             |

|  | imbirowate Zingiberaceae |
|  |                          |
|  | kostowcowate Costaceae   |
|  |                          |

Wykaz gatunków
- Heliconia abaloi G.Morales
- Heliconia acuminata A.Rich.
- Heliconia adflexa (Griggs) Standl.
- Heliconia aemygdiana Burle-Marx
- Heliconia albicosta (G.S.Daniels & F.G.Stiles) L.Andersson
- Heliconia angelica Abalo & G.Morales
- Heliconia angusta Vell.
- Heliconia antioquiensis Abalo & G.Morales
- Heliconia apparicioi Barreiros
- Heliconia arrecta W.J.Kress & Betancur
- Heliconia atratensis Abalo & G.Morales
- Heliconia atropurpurea G.S.Daniels & F.G.Stiles
- Heliconia aurantiaca Ghiesbr. ex Lem.
- Heliconia auriculata Barreiros
- Heliconia badilloi Abalo & G.Morales
- Heliconia barryana W.J.Kress
- Heliconia beckneri R.R.Sm.
- Heliconia bella W.J.Kress
- Heliconia berriziana Abalo & G.Morales
- Heliconia berryi Abalo & G.Morales
- Heliconia bihai (L.) L.
- Heliconia boultoniana Abalo & G.Morales
- Heliconia bourgaeana Petersen
- Heliconia brachyantha L.Andersson
- Heliconia brenneri Abalo & G.Morales
- Heliconia burleana Abalo & G.Morales
- Heliconia calatheaphylla G.S.Daniels & F.G.Stiles
- Heliconia caquetensis Abalo & G.Morales
- Heliconia carajaensis Barreiros
- Heliconia caribaea Lam.
- Heliconia carmelae Abalo & G.Morales
- Heliconia chartacea Lane ex Barreiros
- Heliconia chrysocraspeda Abalo & G.Morales
- Heliconia clinophila R.R.Sm.
- Heliconia colgantea R.R.Sm. ex G.S.Daniels & F.G.Stiles
- Heliconia collinsiana Griggs
- Heliconia combinata Abalo & G.Morales
- Heliconia cordata L.Andersson
- Heliconia crassa Griggs
- Heliconia cristata Barreiros
- Heliconia cucullata W.J.Kress & L.Andersson
- Heliconia curtispatha Petersen
- Heliconia danielsiana W.J.Kress
- Heliconia darienensis L.Andersson
- Heliconia dasyantha K.Koch & C.D.Bouché
- Heliconia densiflora Verl.
- Heliconia dielsiana Loes.
- Heliconia donstonea W.J.Kress & Betancur
- Heliconia episcopalis Vell.
- Heliconia estherae Abalo & G.Morales
- Heliconia estiletioides Abalo & G.Morales
- Heliconia excelsa L.Andersson
- Heliconia farinosa Raddi
- Heliconia faunorum W.J.Kress & L.Andersson
- Heliconia fernandezii Abalo & G.Morales
- Heliconia × flabellata Abalo & G.Morales
- Heliconia foreroi Abalo & G.Morales
- Heliconia fragilis Abalo & G.Morales
- Heliconia fredberryana W.J.Kress
- Heliconia fugax L.Andersson
- Heliconia gaiboriana Abalo & G.Morales
- Heliconia gigantea W.J.Kress & Betancur
- Heliconia gloriosa Abalo & G.Morales
- Heliconia gracilis G.S.Daniels & F.G.Stiles
- Heliconia griggsiana L.B.Sm.
- Heliconia harlingii L.Andersson
- Heliconia hirsuta L.f.
- Heliconia holmquistiana Abalo & G.Morales
- Heliconia huilensis Abalo & G.Morales
- Heliconia ignescens G.S.Daniels & F.G.Stiles
- Heliconia imbricata (Kuntze) Baker
- Heliconia impudica Abalo & G.Morales
- Heliconia indica Lam.
- Heliconia intermedia Abalo & G.Morales
- Heliconia irrasa R.R.Sm.
- Heliconia julianii Barreiros
- Heliconia juruana Loes.
- Heliconia kautzkiana Emygdio & E.Santos
- Heliconia lanata (P.S.Green) W.J.Kress
- Heliconia lankesteri Standl.
- Heliconia lasiorachis L.Andersson
- Heliconia latispatha Benth.
- Heliconia laufao W.J.Kress
- Heliconia laxa Abalo & G.Morales
- Heliconia lentiginosa Abalo & G.Morales
- Heliconia librata Griggs
- Heliconia lingulata Ruiz & Pav.
- Heliconia litana W.J.Kress
- Heliconia longiflora R.R.Sm.
- Heliconia longissima Abalo & G.Morales
- Heliconia lophocarpa G.S.Daniels & F.G.Stiles
- Heliconia lourteigiae Emygdio & E.Santos
- Heliconia lozanoi Abalo & G.Morales
- Heliconia luciae Barreiros
- Heliconia lutea W.J.Kress
- Heliconia luteoviridis Abalo & G.Morales
- Heliconia lutheri W.J.Kress
- Heliconia maculata W.J.Kress
- Heliconia magnifica W.J.Kress
- Heliconia × mantenensis B.R.Silva, Senna V. & Emygdio
- Heliconia marginata (Griggs) Pittier
- Heliconia mariae Hook.f.
- Heliconia markiana Abalo & G.Morales
- Heliconia mathiasiae G.S.Daniels & F.G.Stiles
- Heliconia meridensis Klotzsch
- Heliconia metallica Planch. & Linden ex Hook.
- Heliconia monteverdensis G.S.Daniels & F.G.Stiles
- Heliconia mooreana R.R.Sm.
- Heliconia mucilagina Abalo & G.Morales
- Heliconia mucronata Barreiros
- Heliconia mutisiana Cuatrec.
- Heliconia nariniensis Abalo & G.Morales
- Heliconia necrobracteata W.J.Kress
- Heliconia × nickeriensis Maas & de Rooij
- Heliconia nigripraefixa Dodson & A.H.Gentry
- Heliconia nitida Abalo & G.Morales
- Heliconia nubigena L.Andersson
- Heliconia nutans Woodson
- Heliconia obscura Dodson & A.H.Gentry
- Heliconia obscuroides L.Andersson
- Heliconia oleosa Abalo & G.Morales
- Heliconia ortotricha L.Andersson
- Heliconia osaensis Cufod.
- Heliconia paka A.C.Sm.
- Heliconia paludigena Abalo & G.Morales
- Heliconia papuana W.J.Kress
- Heliconia pardoi Abalo & G.Morales
- Heliconia pastazae L.Andersson
- Heliconia paulii Lane ex R.R. Sm.
- Heliconia peckenpaughii Abalo & G.Morales
- Heliconia pendula Wawra
- Heliconia penduloides Loes.
- Heliconia peteriana Abalo & G.Morales
- Heliconia × plagiotropa Abalo & G.Morales
- Heliconia platystachys Baker
- Heliconia pogonantha Cufod.
- Heliconia pruinosa Loes.
- Heliconia pseudoaemygdiana Emygdio & E.Santos
- Heliconia psittacorum L.f. – helikonia papuzia
- Heliconia ramonensis G.S.Daniels & F.G.Stiles
- Heliconia rauliniana Barreiros
- Heliconia regalis L.Andersson
- Heliconia reptans Abalo & G.Morales
- Heliconia reticulata (Griggs) H.J.P.Winkl.
- Heliconia revoluta (Griggs) Standl.
- Heliconia rhodantha Abalo & G.Morales
- Heliconia richardiana Miq.
- Heliconia rigida Abalo & G.Morales
- Heliconia riopalenquensis Dodson & A.H.Gentry
- Heliconia rivularis Emygdio & E.Santos
- Heliconia robertoi Abalo & G.Morales
- Heliconia robusta Pax
- Heliconia rodriguensis Aristeg.
- Heliconia rodriguezii F.G.Stiles
- Heliconia rostrata Ruiz & Pav. – helikonia dziobata
- Heliconia samperiana W.J.Kress & Betancur
- Heliconia sanctae-martae L.Andersson
- Heliconia sanctae-theresae Abalo & G.Morales
- Heliconia santaremensis Barreiros
- Heliconia sarapiquensis G.S.Daniels & F.G.Stiles
- Heliconia scarlatina Abalo & G.Morales
- Heliconia schiedeana Klotzsch
- Heliconia schumanniana Loes.
- Heliconia sclerotricha Abalo & G.Morales
- Heliconia secunda R.R.Sm.
- Heliconia sessilis W.J.Kress
- Heliconia signa-hispanica Abalo & G.Morales
- Heliconia solomonensis W.J.Kress
- Heliconia spathocircinada Aristeg.
- Heliconia spiralis Abalo & G.Morales
- Heliconia spissa Griggs
- Heliconia standleyi J.F.Macbr.
- Heliconia stella-maris Abalo & G.Morales
- Heliconia stilesii W.J.Kress
- Heliconia stricta Huber
- Heliconia subulata Ruiz & Pav.
- Heliconia sucrei Barreiros
- Heliconia sylvicola DC.
- Heliconia tacarcunae L.Andersson
- Heliconia talamancana G.S.Daniels & F.G.Stiles
- Heliconia tandayapensis Abalo & G.Morales
- Heliconia tenebrosa J.F.Macbr.
- Heliconia terciopela W.J.Kress & Betancur
- Heliconia thomasiana W.J.Kress
- Heliconia timothei L.Andersson
- Heliconia titanum W.J.Kress & Betancur
- Heliconia tortuosa Griggs
- Heliconia trichocarpa G.S.Daniels & F.G.Stiles
- Heliconia tridentata Barreiros
- Heliconia triflora Barreiros
- Heliconia umbrophila G.S.Daniels & F.G.Stiles
- Heliconia uxpanapensis C.Gut.Báez
- Heliconia vaginalis Benth.
- Heliconia vellerigera Poepp.
- Heliconia velutina L.Andersson
- Heliconia venusta Abalo & G.Morales
- Heliconia villosa Klotzsch
- Heliconia virginalis Abalo & G.Morales
- Heliconia wagneriana Petersen
- Heliconia willisiana Abalo & G.Morales
- Heliconia wilsonii G.S.Daniels & F.G.Stiles
- Heliconia xanthovillosa W.J.Kress
- Heliconia zebrina Plowman, W.J.Kress & H.Kenn.

## Galeria

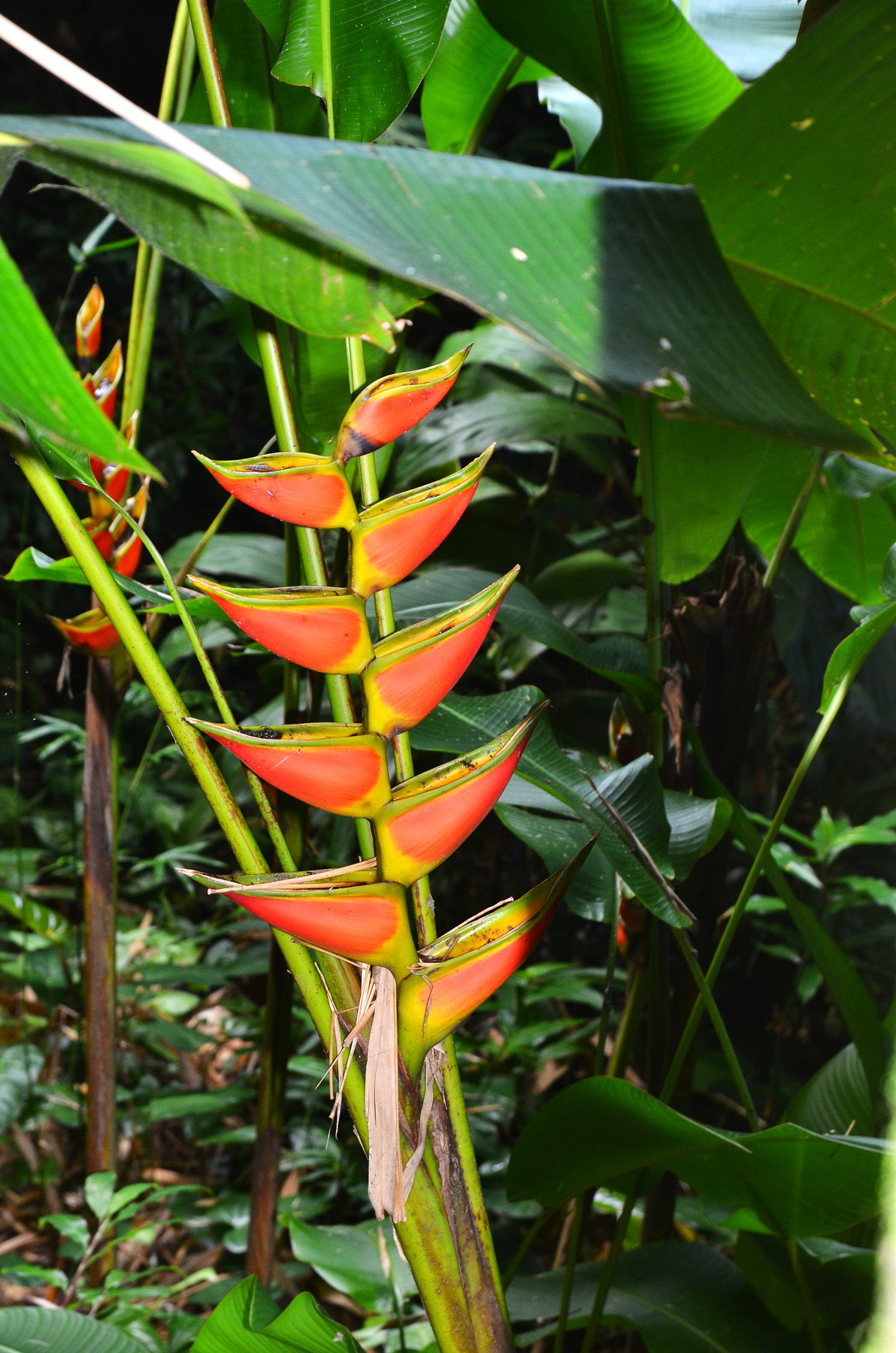
Heliconia wagneriana (Hawaje)
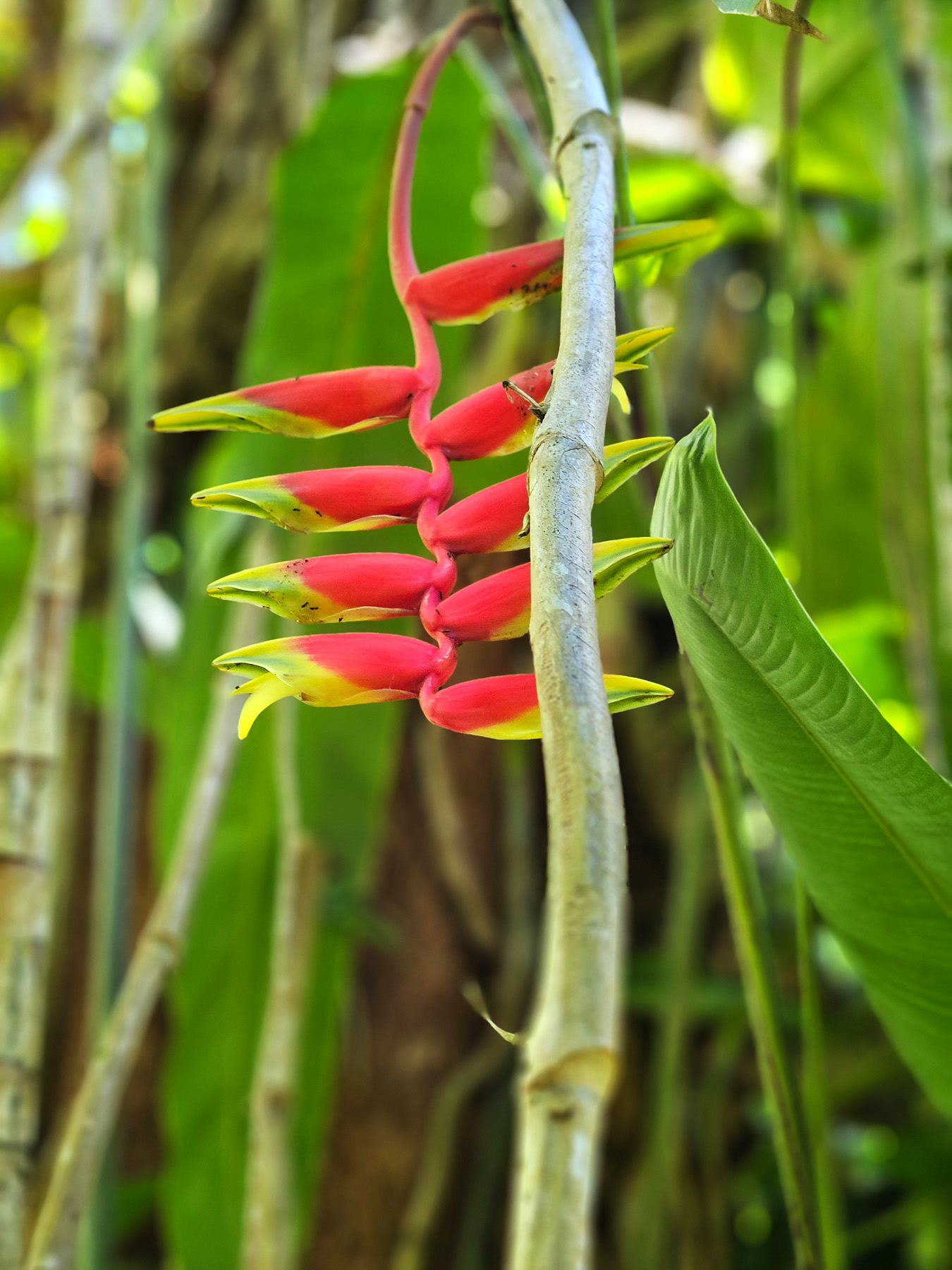
Heliconia rostrata Ruiz & Pav. (Hawaje)
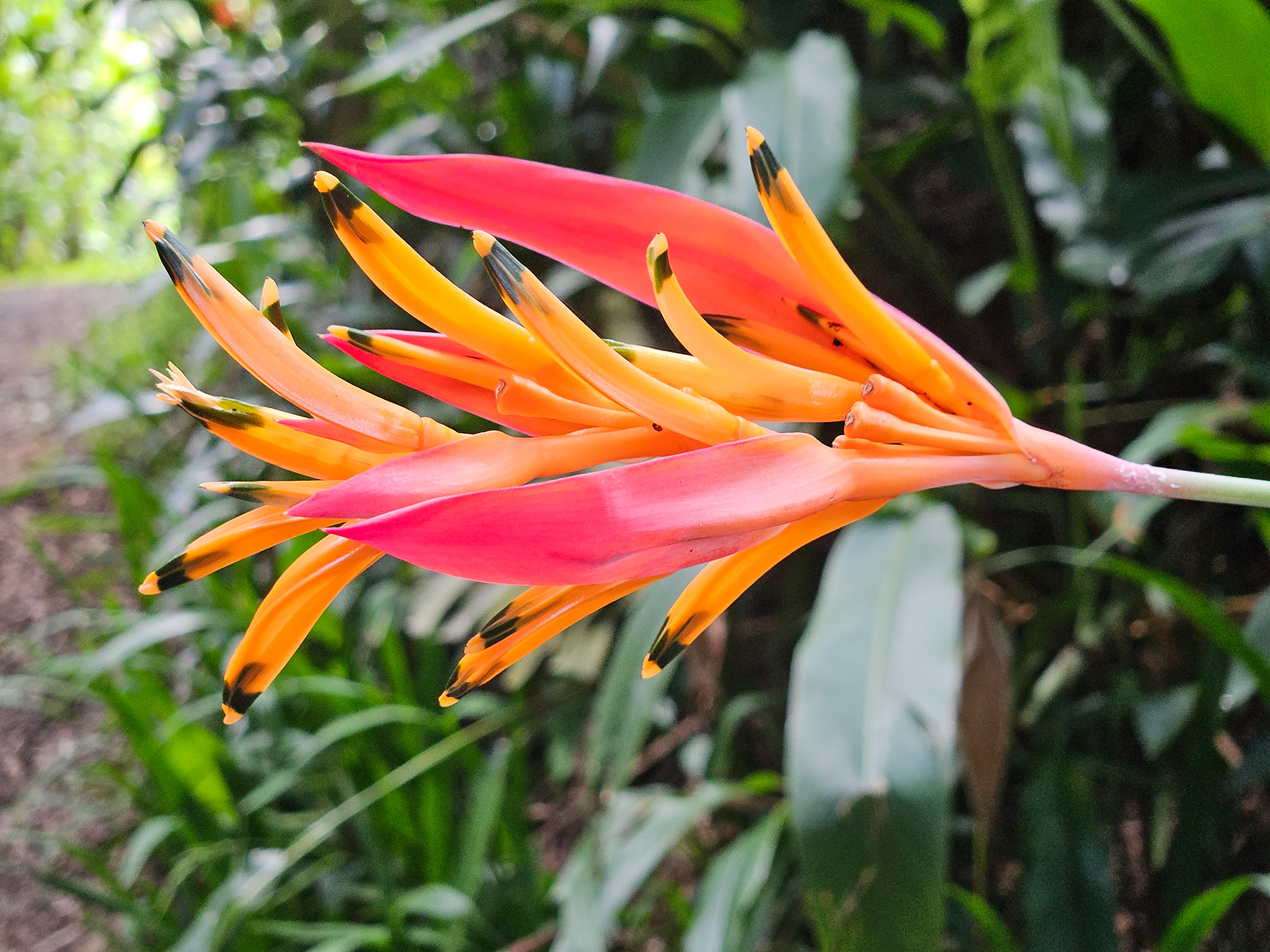
Heliconia psittacorum L.f. (Hawaje, Maui)